# Jorge Alberto Solís
Jorge Alberto Solís López (Tegucigalpa; 3 de agosto de 1935-31 de mayo de 1997) fue un defensa de fútbol hondureño.

## Trayectoria
Apodado "Furia", jugó para el gigante hondureño Olimpia en la Liga Nacional de Honduras durante las décadas de 1950 y 1960. Jugó en el Campeonato Centroamericano 1959.
También formó parte de la escuadra de Platense cuando se convirtieron en los primeros campeones de la Liga de Honduras en 1966.

## Clubes
| Club        | País     | Año       |
| ----------- | -------- | --------- |
| CD Federal  | Honduras | 1953-1955 |
| CD Olimpia  | Honduras | 1955-1965 |
| Platense FC | Honduras | 1965-1966 |

## Palmarés

### Títulos regionales
| Título                       | Equipo  | País     | Año     |
| ---------------------------- | ------- | -------- | ------- |
| Liga Mayor Francisco Morazán | Olimpia | Honduras | 1955-56 |
| Liga Mayor Francisco Morazán | Olimpia | Honduras | 1957    |
| Liga Mayor Francisco Morazán | Olimpia | Honduras | 1958    |
| Liga Mayor Francisco Morazán | Olimpia | Honduras | 1960    |
| Liga Mayor Francisco Morazán | Olimpia | Honduras | 1961    |
| Liga Mayor Francisco Morazán | Olimpia | Honduras | 1963    |
| Liga Mayor Francisco Morazán | Olimpia | Honduras | 1964    |

### Títulos nacionales
| Título        | Equipo   | País     | Año     |
| ------------- | -------- | -------- | ------- |
| Liga Amateur  | Federal  | Honduras | 1953    |
| Liga Amateur  | Olimpia  | Honduras | 1957-58 |
| Liga Amateur  | Olimpia  | Honduras | 1958-59 |
| Liga Amateur  | Olimpia  | Honduras | 1959    |
| Liga Amateur  | Olimpia  | Honduras | 1960-61 |
| Liga Amateur  | Olimpia  | Honduras | 1961    |
| Liga Amateur  | Olimpia  | Honduras | 1963-64 |
| Liga Nacional | Platense | Honduras | 1965-66 |